# Радьково (Харьковская область)
Радьково (укр. Радькове), село,
Гонтаровский сельский совет,
Волчанский район,
Харьковская область, Украина.
Код КОАТУУ — 6321682004. Население по переписи 2001 года составляет 43 (20/23 м/ж) человека.

## Географическое положение
Село Радьково находится на правом, северном берегу балки Волчий Яр (Разрытая (балка)), по которой протекает пересыхающий ручей с запрудой; примыкает к посёлку Вишнёвое, расположенному севернее; на расстоянии в 1 км расположено село Гонтаровка (южнее); ниже по течению расположено село Широкое (Волчанский район).

## История
- 1640 — дата основания.
- В 1940 году, перед ВОВ, в Радьково было 83 двора, школа и ветряная мельница.[1]

## Экономика
- В селе есть свинотоварная ферма.